# زیردریایی یو-۱۷۷
زیردریایی یو-۱۷۷ (به انگلیسی: German submarine U-177) یک زیردریایی بود که طول آن ۸۷٫۶ متر (۲۸۷ فوت ۵ اینچ) و ارتفاع آن ۱۰٫۲ متر (۳۳ فوت ۶ اینچ) بود. این زیردریایی در سال ۱۹۴۱ ساخته شد.